# Rambler (azienda)
La Rambler è stata una casa automobilistica statunitense attiva dal 1900 al 1914. Il marchio Rambler è stato poi riutilizzato dal 1950 al 1954 dalla Nash Motors e dal 1954 al 1969 dall'American Motors Corporation. La Rambler era spesso soprannominata la "Cadillac di Kenosha" per via dell'ubicazione della sede degli stabilimenti produttivi. Nel 1902, 1904, 1905 e 1906 la Rambler si posizionò al terzo posto assoluto tra i costruttori automobilistici statunitensi per numero di esemplari prodotti.

## Storia

### 1897-1914

Una Rambler 6HP Runabout del 1903

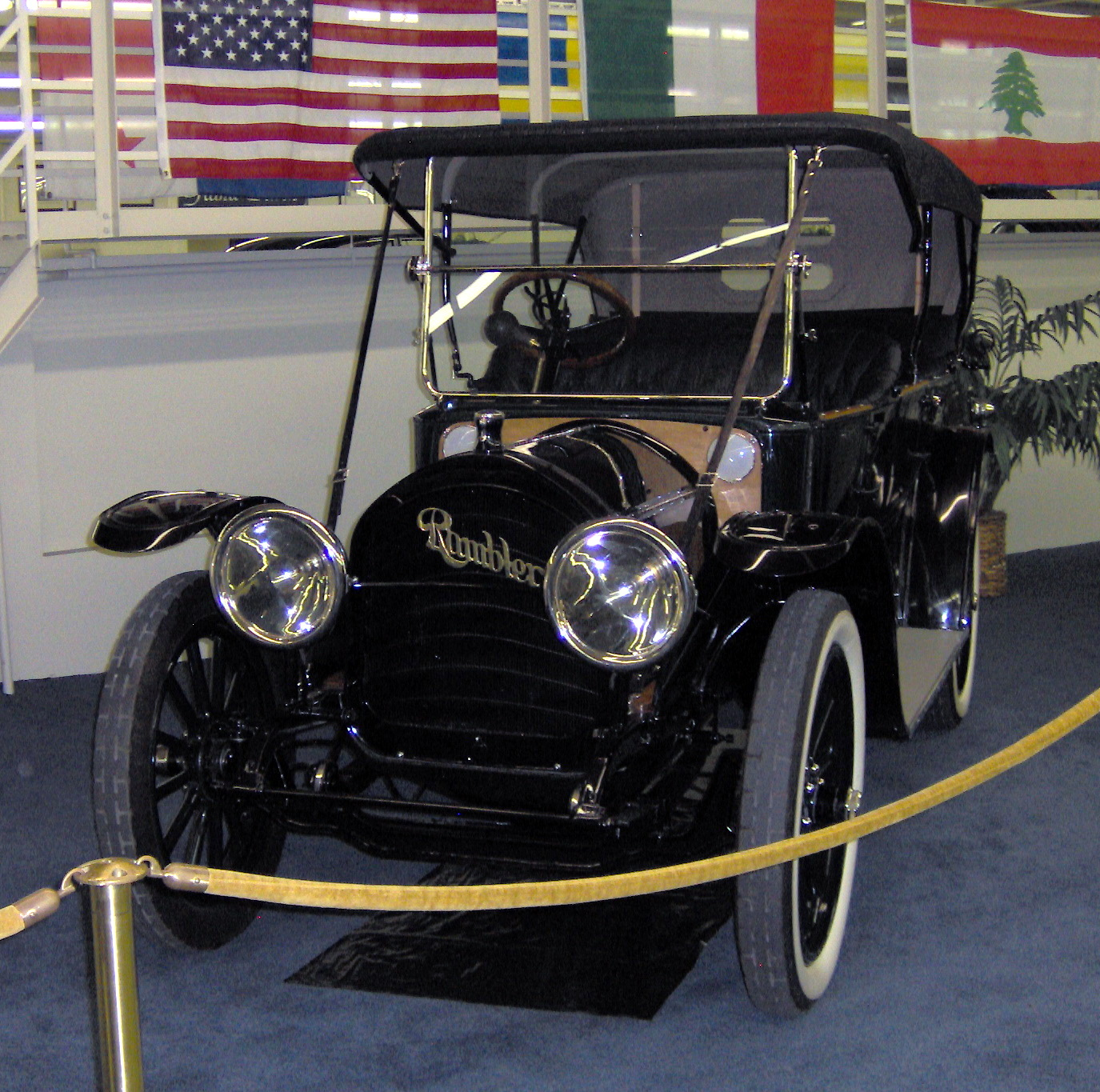
Una Rambler torpedo del 1913

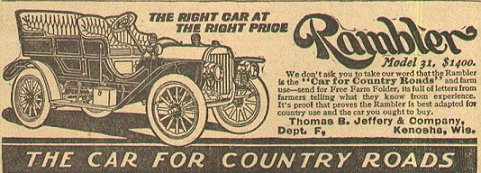
Manifesto pubblicitario di modelli Rambler del 1908

Il nome Rambler debuttò nel 1897 su un prototipo di autovettura. Questo modello fu costruito da Thomas B. Jeffery e dal costruttore di biciclette "Rambler", da cui poi prese il nome. Fu presentato nel 1899 al Chicago International Exhibition & Tournament e al National Automobile Show di New York, dove riscosse successo. Nel 1900 Thomas B. Jeffery impiantò i primi stabilimenti Rambler a Kenosha, nel Wisconsin, dove iniziò a produrre automobili. Nel 1902 la produzione crebbe notevolmente fino ad arrivare a 1.500 esemplari l'anno. Nell'anno citato, le vetture Rambler rappresentavano la sesta parte del parco auto circolante all'epoca negli Stati Uniti. Per tale motivo, la Rambler si piazzò al secondo posto assoluto, tra i costruttori automobilistici, dietro l'Oldsmobile.
La Rambler sperimentò uno dei primi volanti. Fino ad allora, le autovetture avevano infatti, come comando dello sterzo, una barra che era simile ai timoni delle barche. Dato che questa innovazione fu considerata troppo in anticipo sui tempi, fu accantonata. Così, le prime vetture Rambler erano dotate di una barra che faceva ruotare lo sterzo. La Rambler fu la prima casa automobilistica a introdurre la ruota di scorta.
Nel 1914 il marchio Rambler fu soppresso venendo sostituito dalla Jeffery; nell'anno citato la Jeffery si posizionò al settimo posto assoluto tra i costruttori automobilistici statunitensi per numero di esemplari prodotti. Nel 1916 la Jeffery fu venduta a Charles W. Nash e nel 1917 venne ridenominata Nash Motors.

### 1950-1969

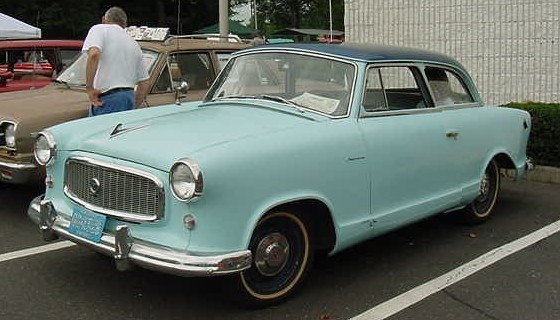
Una Nash Rambler, che servì come base per la Rambler American

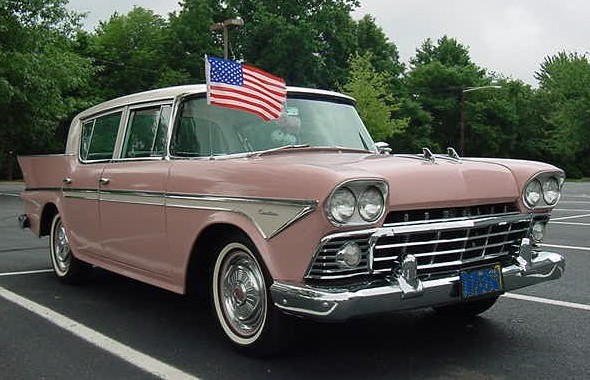
Una Rambler Custom berlina del 1958

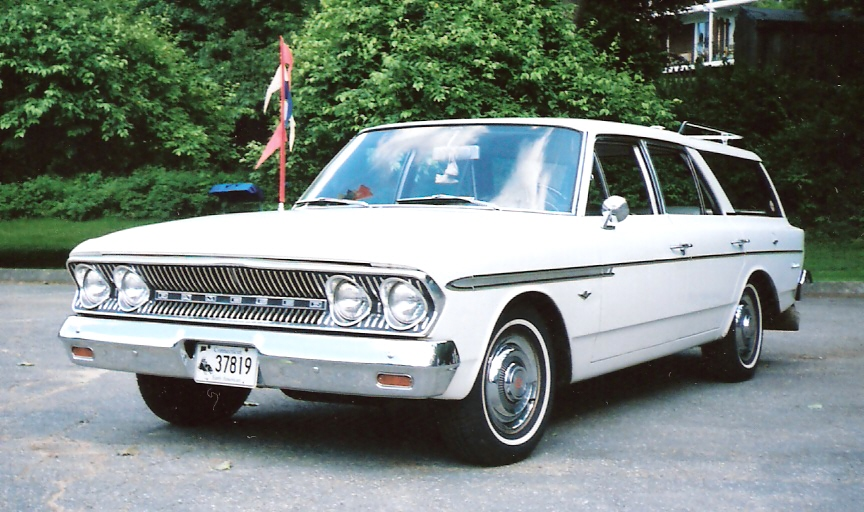
Una Rambler Classic 660 familiare del 1963

George W. Mason, che succedette a Charles Nash, decise di produrre un nuovo modello di piccole dimensioni che avrebbe dovuto competere in un contesto caratterizzato dagli effetti depressivi conseguenti alla seconda guerra mondiale. Ad esempio, nel periodo postbellico era piuttosto marcata la penuria di acciaio.
Inizialmente le Nash Rambler, questo il loro nome, erano di piccole dimensioni, ma dal 1954, complice il successo del modello, la gamma fu estesa anche con carrozzerie più grandi. Nello stesso anno la Nash-Kelvinator e la Hudson Motor Car Company si fusero a formare l'American Motors Corporation (AMC). Dopo questa operazione, le Rambler furono marchiate sia Nash che Hudson; le vetture dei due marchi non avevano però differenze estetiche di sorta. Dal 1957 "Rambler" divenne marchio a sé stante. Da questo punto in poi tutti i modelli AMC furono commercializzati con marchio Rambler. L'unica eccezione fu la Nash Metropolitan.
Nel 1962 l'ammiraglia Ambassador fu marchiata "Rambler Ambassador", mentre la Rambler Six e la Rambler Rebel furono sostituite dalla Rambler Classic. Qualche anno prima, la casa automobilistica statunitense introdusse la Rambler American, che fu in sostanza la versione aggiornata della Nash Rambler. La American ebbe un successo immediato, che fu contrastato solamente dalla concorrenza dei modelli del Big Three. Per contenere i costi, Romney decise di dotare le vetture di componenti intercambiabili, cioè comuni tra i modelli.
Nel 1963 la gamma Rambler vinse il premio di "auto dell'anno" della rivista Motor Trend. Con l'abbandono di Romney, il managememt della Rambler decise di progettare diversi pianali a servizio delle proprie vetture per competere direttamente con il Big Three. Erano in progetto diversi modelli. Nel 1965 la Classic e la Ambassador furono differenziate sebbene continuarono a condividere molti componenti. Nell'occasione fu introdotta la Rambler Marlin. L'anno prima Richard A. Teague aggiornò invece la Rambler American. Il nuovo corpo vettura, che registrò un certo successo sui mercati, rimase pressoché immutato fino al 1969.
Abernethy decise che dal 1966 il marchio Rambler avrebbe avuto sempre meno spazio nella gamma AMC. Ricerche di mercato avevano infatti sottolineato il fatto che il marchio Rambler fosse associato a modelli compatti. Il mercato statunitense, però, si stava indirizzando sempre più verso modelli sempre più grandi. Nel 1968, l'unico modello a portare il marchi Rambler fu la Rambler American. L'ultimo esemplare di Rambler uscì dalle catene di montaggio il 30 giugno 1969, dopo di cui il marchio fu definitivamente soppresso dopo 4,2 milioni di esemplari usciti dagli stabilimenti di Kenosha.

### 1970–1983
Dopo il 1969, il marchio Rambler continuò ad esse commercializzato in molti mercati esteri. La AMC Hornet, la AMC Javelin e la AMC Matador realizzate in Australia tramite complete knock down, continuarono ad essere marchiate Rambler fino al 1978. In Messico, il marchio Rambler continuò ad essere utilizzato dalla Vehículos Automotores Mexicanos fino al 1983. Vetture a marchio Rambler furono assemblate anche in Argentina dalla Industrias Kaiser Argentina fino al 1972.

## Modelli prodotti
Storici
- Vari modelli Rambler: 1900 - 1914

Compact
- Nash Rambler: 1950 - 1956
- Rambler American: 1958 – 1968

Mid-size
- Rambler Six e V8: 1957 - 1960
- Rambler Rebel: 1957 - 1960
- Rambler Ambassador: 1958 - 1965
- Rambler Classic: 1961 - 1966
- Rambler Rebel: 1967
- Rambler Marlin: 1965

Show car
- Rambler Palm Beach: 1950
- Rambler Tarpon: 1964

Internazionali
- Rambler AMX: 1969 - 1970 (Australia)
- Rambler Hornet: 1970 - 1975 (Australia)
- Rambler Javelin: 1970 - 1973 (Australia)
- Rambler Matador: 1971 - 1977 (Australia)
- Rambler Rebel: 1967 - 1971 (Australia)

## Produzione internazionale
Le compagnie che produssero su licenza modelli Rambler al di fuori degli Stati Uniti furono:
- Australian Motor Industries 1960 - 1978
- Campbell Motor Industries (Nuova Zelanda): 1960 - 1975
- Constructora Venezolana de Vehículos: 1968 - 1974
- Industrias Kaiser Argentina: 1962 - 1972
- Vehículos Automotores Mexicanos: 1963 - 1983